# Aliança Democrática (França)
Fundada em 23 de outubro de 1901, a Aliança Democrática (AD) foi o principal partido de centro-direita durante a Terceira República Francesa. Laica e liberal, foi — juntamente com o Partido Radical (PR) — o pilar da maioria dos governos franceses entre 1901 e 1940.
Oscilando entre associação e partido, a AD assumiu sucessivamente os seguintes nomes:
- Entre 1901 a 1911, depois de 1917 a 1920: Aliança Democrática Republicana (ARD);
- Entre 1911 a 1917: Partido Republicano Democrático (PRD);
- Entre 1920 a 1926: Partido Republicano Democrático e Social (PRDS);
- A partir de 1926: Aliança Democrática (AD).

## Histórico
A sua criação respondeu a uma necessidade urgente e tática de contrabalançar o jovem Partido Radical (PR), cujas forças, dados os ganhos nas eleições de 1898, prometiam ser hegemônicas dentro da nova coalizão governamental criada pela reclassificação de 1899.
Portanto, coube aos progressistas que permaneceram à esquerda, ao lado dos radicais e dos socialistas parlamentares, apoiar o “Gabinete de Defesa Republicano” liderado por Pierre Waldeck-Rousseau desde 1899. O “Caso Dreyfus” levou, naquele ano, a uma vasta reclassificação política, durante a qual os antigos oportunistas, renomeados “progressistas” desde as eleições de 1893, estavam divididos sobre a questão de seguir o exemplo de Jules Méline e chegar ao ponto de se aliar àqueles que haviam se unido por hostilidade à extrema-esquerda, ou se separar deles e se juntar aos defensores de Alfred Dreyfus, que eram predominantemente de esquerda.
Em um nível tático, quando a Aliança Democrática foi formada em outubro de 1901, seu objetivo concreto era, se não combater o recém-formado Partido Radical, fundado em junho daquele ano, pelo menos evitar a derrubada política por esses mesmos radicais. Na década de 1920, então chamada de Partido Republicano Democrático e Social (PRDS), a Aliança formou e liderou o “Bloco Nacional”; na década de 1930, o grupo tornou-se oficialmente um partido político, sob a liderança de Pierre-Étienne Flandin, em um período de dificuldades diante do apoio ou da oposição à “Frente Popular”; na década de 1940, a AD votou pelos plenos poderes ao marechal Philippe Pétain e participou do regime de Vichy, reconciliando-se com a República a partir de 1944 (embora enfraquecida e desacreditada) até sua dissolução final em 1954.

## Formação
Por iniciativa não oficial de Pierre Waldeck-Rousseau, a Aliança Republicana Democrática (ARD) foi fundada em 23 de outubro de 1901 pelo engenheiro Adolphe Carnot, irmão do ex-Presidente Sadi Carnot. Seus principais membros incluíam Louis Barthou, Raymond Poincaré, Joseph Caillaux, Jean Dupuy, Maurice Rouvier, entre outros. Para tanto, a ARD capitalizou o apoio de inúmeras redes, como a “Liga dos Direitos Humanos”, a “Liga da Educação” e as antigas redes políticas em torno de Jules Ferry, Léon Gambetta e o economista liberal Léon Say.
Seu recrutamento inicial foi formado entre as elites parisienses (particularmente cientistas) e notáveis provinciais. Embora seus principais líderes estivessem frequentemente ligados ao mundo empresarial, o posicionamento da maioria de seus representantes eleitos se opunha aos desejos dos empresários, particularmente em questões sociais. Durante o período entreguerras, a imagem de um partido de executivos desvaneceu-se um pouco, principalmente devido à contribuição de sua ala jovem e à renovação geracional de seus membros.

## Doutrina
Próxima aos círculos empresariais, a AD apoiou o waldeckismo, mantendo-se à direita dele, e se beneficiou do apoio da imprensa popular. O grupo, no entanto, defendeu uma "união e harmonia" com os radicais. [5] A Aliança emergiu dos republicanos de centro-esquerda, que se deslocaram para a centro-direita sob a influência da gravidade parlamentar. Assim, enquanto os líderes da Aliança concebiam o partido como a personificação da "centro-esquerda", o partido, no entanto, se deslocou para a direita dentro do Parlamento Francês por meio de um movimento duplo: o enfraquecimento da direita monarquista e bonapartista e o surgimento de novos movimentos de esquerda (socialismo e, posteriormente, comunismo), bem como de novos partidos centristas (a “Liga da Jovem República (JR)” e o “Partido Democrático Popular (PDP)”).
Por meio de seus valores e comportamento, a AD se opõe à esquerda socialista, ao mesmo tempo em que se distingue dos partidos de direita (a “Ação Liberal Popular (ALP)”, a “Federação Republicana (FR)” etc.). Assim, a Aliança adere à República e seus eleitores e apoia a lei de 1905 sobre a separação entre Igreja e Estado na França e a defesa do capitão Dreyfus. Mas, contrariamente à doutrina radical, aspira a reunir todos os republicanos e impor uma "terceira via" tanto à direita quanto à esquerda, a da convergência dos centros em torno da fórmula "nem reação, nem revolução". [6]
A única diferença com os radicais moderados é que estes últimos são intransigentes em questões religiosas, enquanto os membros da AD estão abertos à discussão. Sua cultura política é resolutamente centrista, incorporando valores tanto da esquerda (a referência a 1789, a defesa da liberdade, o caminho do reformismo) quanto da direita (o gosto pela ordem, a defesa do liberalismo, a oposição ao estatismo e ao coletivismo).